# 플로리다 준주

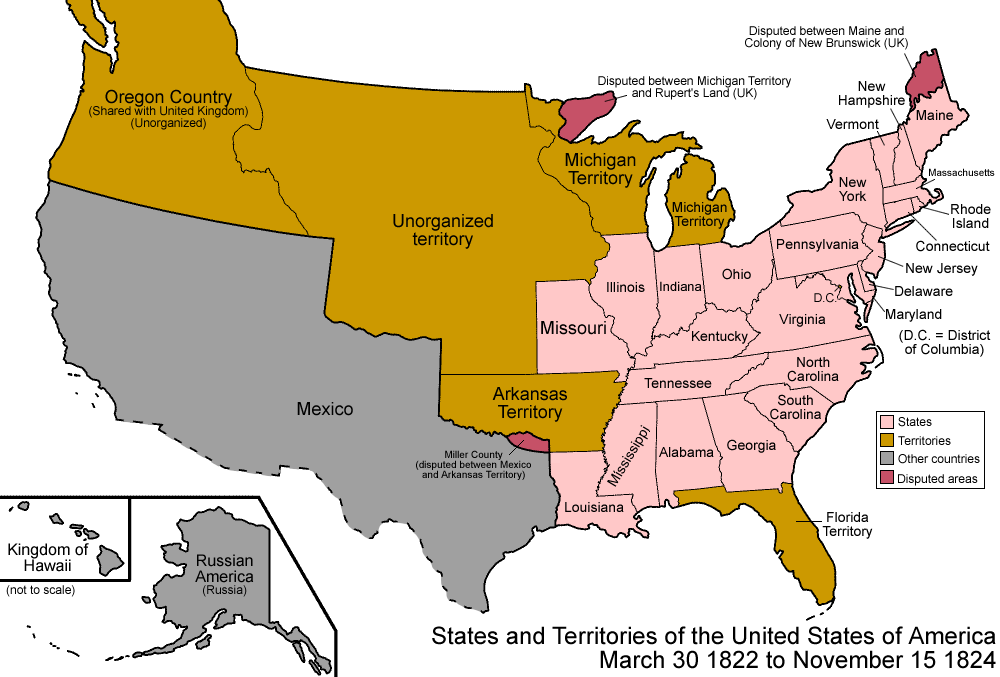
플로리다 준주

플로리다 준주(Territory of Florida)는 1822년 3월 30일부터 1845년 3월 3일까지 현재 미국 플로리다에 있었던 미국 역사상의 행정 조직이다. 1819년 애덤스 오니스 조약의 결과로 미국에 할양되었다.

## 배경
1513년, 후안 폰체 데 레온이 플로리다를 발견하여 스페인령으로 선포하였다. 미국 본토에서 있는 가장 오래된 유럽인 개척지인 세인트 오거스틴은 1565년 플로리다 동북부 해안에 설립되었다. 영국에 의해 강제로 할양했던 칠년전쟁이 끝날 때까지, 플로리다는 스페인령으로 계속 남아있었다. 1783년 미국 독립 전쟁 후, 영국은 플로리다를 스페인에게 다시 양도했다.
두 번째 스페인의 지배 동안 미국에 강하게 영향을 받았다. 조지아주와 플로리다의 경계를 따라, 미국의 미시시피강 사용에 관한 분쟁이 일어났다. 이러한 문제는 1795년 산로렌소 조약으로 해결되었고, 이 협약은 무엇보다도 플로리다와 조지아의 경계를 북위 31도선에 따라 확정했다. 그러나 토머스 제퍼슨이 이미 예견했듯이, 미국은 플로리다를 손 볼 수 밖에 없었다.

## 1821년 이전의 미국의 개입
1812년, 미국 군대와 조지 매튜스 사령관이 이끄는 조지아 "페이트어트 세력"이 미국의 이익을 보호하기 위해 플로리다를 급습했다. 이 이권분쟁은 대부분 노예와 관련이 있었다. 오랫동안 탈주 노예는 미국인이 세미놀이라고 불렀던 플로리다 원주민 보호를 부여했다. 그들은 반봉건 제도에서 생활하고 있었고, 세미놀은 이미 "자유" 흑인을 보호해 주고, 한때 노예는 원주민과 작물을 공유했다. 흑인은 세미놀에 종속되었다는 사실에도 불구하고, 두 집단은 조화를 이루며 생활했다. 노예가 계속 플로리다로 도망치면서 조지아와 다른 남부의 노예 소유자들은 이 문제를 둘러싸고 분개하게 된 것이었다. 이 플로리다에 대한 침공은 미국의 대부분에서 무분별한 행동으로 인식되었고, 스페인은 부대의 즉각적인 철수를 요구했다.
원주민과 이주민의 오랜 분쟁이 이어지자, 1818년 앤드루 잭슨 장군은 먼로 대통령에게 그가 플로리다에 침략할 것을 보고하는 편지를 썼다. 잭슨의 군대는 테네시에서 출발하여 북부 플로리다에서 맹위를 떨치면서 애팔래치콜라 강 하류로 진군했다. 잭슨 군이 펜사콜라에 도착한 3월, 스페인군은 즉시 항복했다.

## 애덤스-오니스 조약
애덤스-오니스 조약(대륙 횡단 조약)은 1819년 2월 22일 존 퀸시 애덤스와 루이스 데 오니스가 서명했지만, 1821년 스페인 정부가 비준하기 전까지는 유효하지 않았다. 이 조약의 결과 미국은 스페인에 500만 달러를 지불했다고 널리 믿어지고 있지만, 사실 양국 정부 사이에 금전이 교환되지 않았다. 미국은 플로리다와 오레곤을 받고 할양받았고, 텍사스 땅은 스페인이 주장하는 토지였다.

## 세미놀 전쟁
앤드루 잭슨 장군은 새로 획득한 영토의 군정 주지사로 짧은 기간 재직했다. 1822년 3월 30일, 미국은 동부 플로리다와 서부 플로리다의 일부를 플로리다 준주로 합병했다. 윌리엄 포프 듀발이 최초의 플로리다 준주 공식 주지사가 되었고, 바로 다음에 주도로 탤러해시를 개발했지만, 그것은 지구의 세미놀 부족을 밖으로 이주시킨 후의 일이었다.
플로리다 준주의 주요 갈등의 요소는 세미놀 거주자였다. 연방 정부와 대부분의 백인 정착민들은 모든 플로리다에 있는 인디언을 서부로 이주시키고 싶어했다. 1830년 5월 28일, 의회는 《인디언 이주법》을 통과시키고, 모든 인디언을 미시시피 강 서부로 이주시킬 것을 결의했다. 이 법률 자체는 플로리다 개별적으로 결정한 것이 아니라, 1832년 5월 9일 세미놀 추장 위원회에 서명한 패인즈 랜딩 조약을 기반으로 하고 있었다. 이 협약에는 모든 플로리다의 세미놀 거주자에게 3년간의 유예를 주고 1835년까지 이주할 것을 명시했다. 유명한 오세올라가 전쟁을 처음 결정할 것도 이 회의였다.
1835년 후반부터 오세올라와 세미놀 연합은 미군과 게릴라 전투를 시작했다. 많은 미국 사령관이 전투를 벌였지만, 만족할만한 성과를 거두지 못했고 땅에 대한 짧은 지식으로 더위와 질병에 시달렸다. 토마스 제스퍼 장군이 감금 중에 질병으로 사망한 오세올라를 포함하여 세미놀 주요 추장의 기세는 꺾이게 되었다. 결국 세미놀 부족은 1845년 3월 3일 플로리다가 27번째 주로 연방에 편입될 때까지, 에버글레이즈의 소수 집단을 제외하고 거의 모두가 강제 이주 당했다.

## 같이 보기
- 애덤스-오니스 조약
- 플로리다의 역사
- 플로리다주지사
- 세미놀 전쟁
- 스페인령 플로리다
- 동플로리다
- 서플로리다 공화국

## 참고 문헌
1. Hubert Bruce Fuller, The Florida Purchase, (Gainesville: University of Florida Press, 1964).
2. Virginia Bergman Peters, The Florida Wars,(Hamden: The Shoestring Press, 1979).